# Bazaruto
Bazaruto je souostroví v Indickém oceánu, ležící u pobřeží Mosambiku. Tvoří je šest ostrovů: Bazaruto, Benguerra, Magaruque, Banque, Santa Carolina a Pansy Shell. Nacházejí se nedaleko přístavu Vilankulo a administrativně patří k provincii Inhambane. Vznikly z naplavenin řeky Sabi (s výjimkou Santa Caroliny, která je tvořena skálou). Ostrovy patří k nejvyhledávanějším turistickým cílům Mosambiku pro množství pláží s jemným pískem a korálových útesů. Bohatství místní tropické přírody vedlo v roce 1971 k vyhlášení souostroví národním parkem. Okolní moře je jedním z posledních přirozených útočišť dugongů, dále zde žije keporkak, manta obrovská, žralok obrovský, bičonoš zobanovitý, delfínovití a krokodýli. Na pevnině hnízdí plameňák malý a pelikán africký, v mangrovových lesích žije kočkodan diadémový.